# HDAC10
L'istone deacetilasi 10, noto anche come HDAC10, è un enzima che nell'uomo è codificato dal gene HDAC10.
L'acetilazione delle particelle fondamentali dell'istone modula la struttura della cromatina e l'espressione genica. Le opposte attività enzimatiche dell'istone acetiltransferasi e dell'istone deacetilasi, come HDAC10, determina lo stato di acetilazione degli istoni di coda.

## Interazioni
L'istone HDAC10 ha dimostrato di interagire con l'HDAC2 e il Nuclear receptor co-repressor 2